# Черноташлицкий заказник
Черноташлицкий заказник (укр. Чорноташлицький заказник) — ландшафтный заказник общегосударственного значения на Украине. Расположен в пределах Ольшанской поселковой общины Голованевского района Кировоградской области, к востоку от села Синюха.
Площадь заказника составляет 15 га. Создан в соответствии с указом президента Украины от 10 декабря 1994 года № 750/94.
Заказник создан для охраны живописного участка правого берега Синюхи в районе впадения в нее реки Черный Ташлык. Здесь сохранился в естественном состоянии степной участок с богатым травяным покровом; имеются многочисленные выходы гранитов в виде скал и глыб. Особую ценность представляют группировки ковыля волосатика. Здесь также растёт астрагал шерстистоцветковый, астрагал понтийский и колючник Биберштейна.